# 1934 na rádio
Nesta página encontrará referências aos acontecimentos directamente relacionados com a rádio ocorridos durante o ano de 1934.

## Nascimentos
| Data          | Nome     | Profissão                                      | Nacionalidade | Observações | Ref |
| ------------- | -------- | ---------------------------------------------- | ------------- | ----------- | --- |
| 18 de janeiro | Zacarias | ator, comediante, humorista e locutor de rádio | Brasil        | m.1990      |     |

## Mortes
| Data | Nome | Profissão | Nacionalidade | Observações | Ref |
| ---- | ---- | --------- | ------------- | ----------- | --- |